# Венґлево (Пільський повіт)
Венґлево (пол. Węglewo, нім. Kahlstädt) — село в Польщі, у гміні Уйсьце Пільського повіту Великопольського воєводства.
Населення — 175 осіб (2011).
У 1975-1998 роках село належало до Пільського воєводства.

## Демографія
Демографічна структура станом на 31 березня 2011 року:
|          | Загалом | Допрацездатний вік | Працездатний вік | Постпрацездатний вік |
| -------- | ------- | ------------------ | ---------------- | -------------------- |
| Чоловіки | 95      | 25                 | 66               | 4                    |
| Жінки    | 80      | 18                 | 48               | 14                   |
| Разом    | 175     | 43                 | 114              | 18                   |